# Aphelocoma
Aphelocoma es un género de aves paseriformes compuesto por varias especies de urracas o charas propias de América Central y del Norte.

## Especies
Contiene las siguientes especies:
- Aphelocoma californica (Vigors, 1839), chara californiana.[2]
- Aphelocoma coerulescens (Bosc, 1795), chara floridana.[2]
- Aphelocoma insularis Henshaw, 1886, chara de Santa Cruz.[2]
- Aphelocoma ultramarina (Bonaparte, 1825), chara mexicana.[2]
- Aphelocoma unicolor (Du Bus de Gisignies, 1847), chara unicolor.[2]
- Aphelocoma wollweberi Kaup, 1855
- Aphelocoma woodhouseii (S. F. Baird, 1858)